# James Graham Goodenough
James Graham Goodenough (Guildford, 3 dicembre 1830 – Australia, 20 agosto 1875) è stato un ammiraglio inglese.
Il commodoro James Graham Goodenough era un ufficiale della Marina militare britannica che raggiunse il livello di Comandante in Capo dell'Australia Station.

## Gioventù e famiglia
Era figlio di Edmund Goodenough, Decano della Cattedrale di Wells, e di Frances Cockerell. Il nonno paterno era Samuel Goodenough, vescovo di Carlisle, e il padrino era Sir James Graham, dal quale prese il nome. Fu educato presso la Westminster School. Nel 1864 sposò Victoria Hamilton; la coppia ebbe due figli, uno dei quali fu l'Ammiraglio Sir William Edmund Goodenough.

## Carriera nella Marina britannica
A 14 anni di età Goodenough entrò nella Marina da Guerra britannica. Dapprima (1844–1848) prestò servizio sulla HMS Collingwood, al comando del Capitano Robert Smart, nella flotta del Pacifico agli ordini dell'Ammiraglio Sir George Francis Seymour. Passò quindi sulla HMS Cyclops, al largo della costa africana, prima di tornare in Inghilterra verso la fine del 1849, per sostenere gli esami da tenente.
Continuò quindi a prestare servizio nella Marina militare britannica durante la seconda guerra dell'oppio, presenziando alla conquista di Canton nel 1857. Promosso capitano, nel 1863 gli fu affidato il comando della HMS Victoria e poi della HMS Minotaur. Divenne quindi Comandante in Capo dell'Australia Station dal 1873.
Morì di tetano mentre era a bordo della HMS Pearl al largo della costa australiana, a causa delle ferite inflittegli da frecce avvelenate durante un attacco da parte dei nativi delle Isole Santa Cruz. La sua salma è stata inumata nella chiesa anglicana di San Tommaso nella zona nord di Sydney. Qualche fonte sostiene che il suo luogo di inumazione si trovi nel cimitero di St Leonard, nella zona settentrionale di Sydney.

## Monumenti
Una finestra colorata, Adorazione dell'Agnello, nella chiesa di San Tommaso nella zona nord di North Sydney, è dedicata alla sua memoria e un busto, scolpito da Vittorio di Hohenlohe-Langenburg, fu posto nella Painted Hall dell'Ospedale di Greenwich, a Londra. Un monumento a lui dedicato fu anche eretto a North Sydney (chiesa anglicana di Saint Thomas).
La chiesa della Santa Croce a Londra, in Cromer Street, King's Cross, fu costruita in sua memoria nel 1888. La campana della chiesa è la campana della HMS Pearl, la sua nave ammiraglia.